# 磷酸氫二鉀
磷酸氢二鉀（化学式：K2HPO4）又稱 磷酸二鉀、磷酸一氢钾，是磷酸生成的钾盐酸式盐之一。它为易潮解的白色粉末，可溶于水，水溶液呈弱鹼性。

## 性质
無色四方晶系結晶或白色結晶粉末，有潮解性，可溶於水，微溶於乙醇，低毒性，健康危害等級2，水溶液呈弱鹼性。

## 製備
一般利用磷酸与氫氧化鉀反應製成：
{\displaystyle {\rm {H_{3}PO_{4}+2KOH{=\!=\!=\!=}K_{2}HPO_{4}+2H_{2}O}}}

## 用途
主要用于医药业和发酵工业，微生物，菌类培养基，pH缓冲剂。用作液体肥料、防冻剂的缓蚀剂。食品工业中用作缓冲剂、螯合剂等。
作为食品添加剂，磷酸氫二鉀用于仿乳制品奶精，干粉饮料，矿物质补充剂和发酵剂。   它用于非乳制品奶精以防止凝结。
磷酸氢二钾也用于制备缓冲溶液，用于生产用于细菌培养的琼脂平板大豆胰酶解酪蛋白琼脂。
3％的磷酸氢二钾凝胶用作Crest Sensi-Strips中的活性成分，它是常见的牙齿敏感性产品。

## 安全
作為食品添加劑，被美國食品藥品監督管理局列為一般認為安全（Gererally recognized as safe）。